# Franz von Wertheim

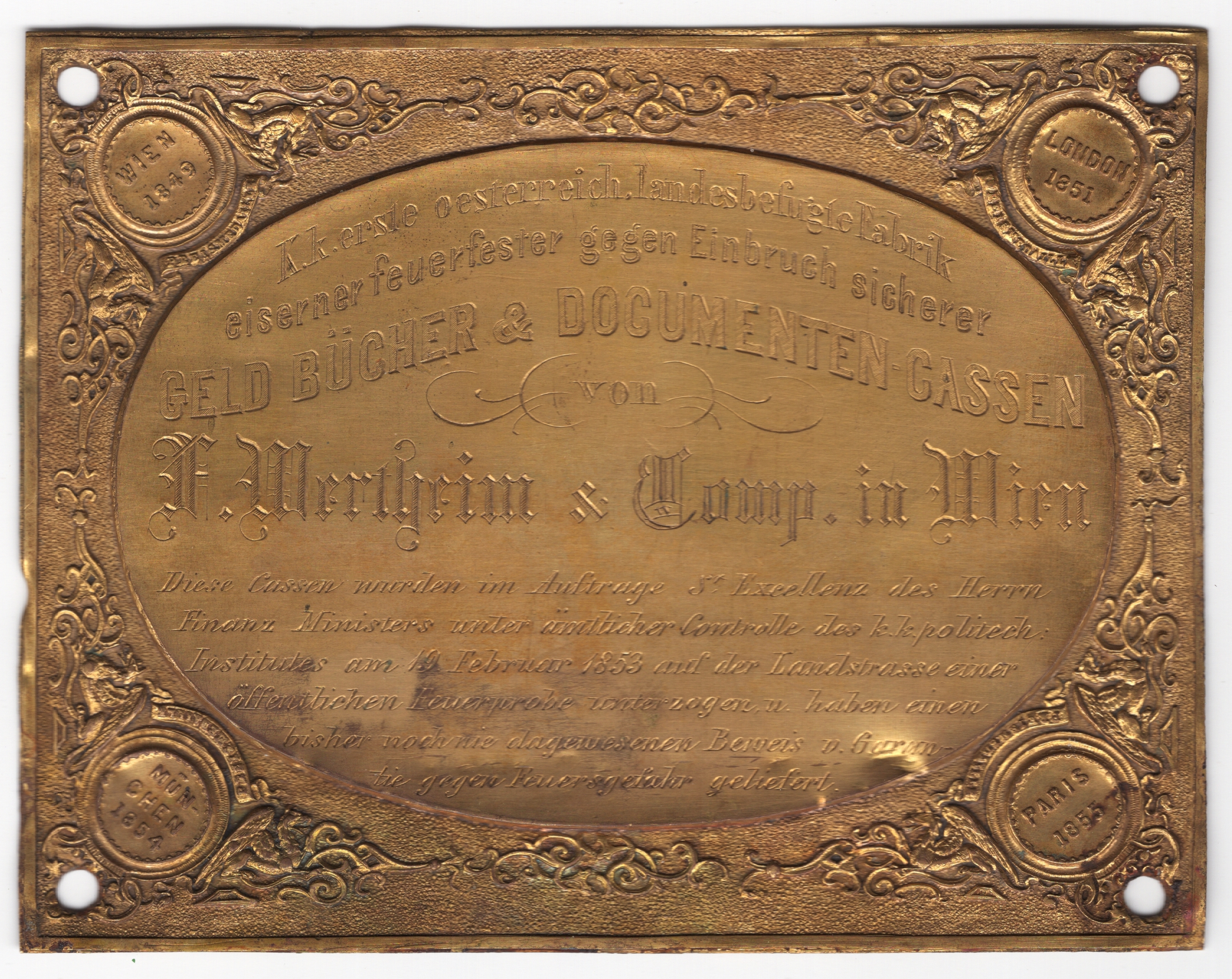
Szyld z kasy ogniotrwałej firmy F. Wertheim & Comp. in Wien 1860 r.

Franz Freiherr von Wertheim (ur. 12 kwietnia 1814 w Krems an der Donau w Austrii, zm. 3 kwietnia 1883 w Wiedniu) – austriacki przedsiębiorca, poseł sejmiku Dolnej Austrii, radca gminy Wiedeń (1868–1874), wiceprezes wiedeńskiej Izby Handlowo-Rzemieślniczej (1858–1866), prezes Stowarzyszenia Rzemiosł Dolnej Austrii (1871–1874) oraz kurator Austriackiego Muzeum Sztuki i Przemysłu.

## Życiorys
Wychowywany w skromnych warunkach żydowskiej rodziny kupieckiej. Marzył o wykształceniu technicznym, jednak z powodu rodzinnych tradycji otrzymał wykształcenie handlowe. Po ukończeniu szkół odbył podróż przez Niemcy, Francję i Anglię. Po powrocie do Austrii porzucił kupiectwo i wybudował w roku 1841 w Krems an der Donau fabrykę produkującą narzędzia, ławy stolarskie i tokarki. Jednocześnie prowadził doświadczenia w hamerniach (kuźniach), mające doprowadzić do polepszenia jakości stali.
W roku 1842 przejął dwie kuźnie narzędziowe, jedną w Wiedniu, a drugą w Neubergu koło Scheibbs. W roku 1845 na wystawie rzemiosł w Wiedniu jego kolekcja wzorców licząca około tysiąc eksponatów otrzymała pierwszą nagrodę. Została ona włączona do zbiorów Gabinetu Technologicznego w Instytucie Politechnicznym w Wiedniu. Swoje kolekcje prezentował również na wystawach światowych, gdzie zostały włączane do innych ważnych zbiorów wzorców i materiałów dydaktycznych, jak np. w roku 1885 w Conservatoire National des Arts et Métiers w Paryżu, czy w roku 1867 w South Kensington Museum w Londynie. Równocześnie współpracował z teściem, wytwarzając papier kolorowy, papier żelatynowy, a od roku 1856 masowo produkując bibułki papierosowe. Rozstanie z żoną zakończyło też współpracę z teściem i przygodę z produkcją papieru.
Przełomem okazał się rok 1851, w którym Franz Wertheim uzyskał prawa patentowe do kasy firmy Sommermayer zaprezentowanej na wystawie światowej w Londynie, a w roku następnym patent austriacki na jej udoskonaloną wersję. W efekcie, w roku 1852 powstał w Wiedniu pierwszy warsztat produkujący kasy ogniotrwałe, przekształcony w następnych latach w fabrykę Wertheim-Kassen. W lutym 1853 r. zorganizował publiczny pokaz ogniowy, na którym wykazał odporność swoich kas na działanie ognia. Sukces pokazu spowodował, że bank narodowy, urzędy podatkowe oraz liczne instytucje kredytowe monarchii zamówiły jego kasy ogniotrwałe. 
Sensację wywołała kolejna próba ogniowa przeprowadzona 10 lipca 1857 roku w Konstantynopolu, w obecności sułtana i prominentnych osobistości. Sejf Wertheima przez kilka godzin był narażony na płomienie, niemniej zmagazynowane w nim papiery wartościowe i pieniądze nie poniosły żadnego uszczerbku. Z rozmachem przeprowadzona próba ogniowa zaowocowała masowym eksportem sejfów na Wschód. 

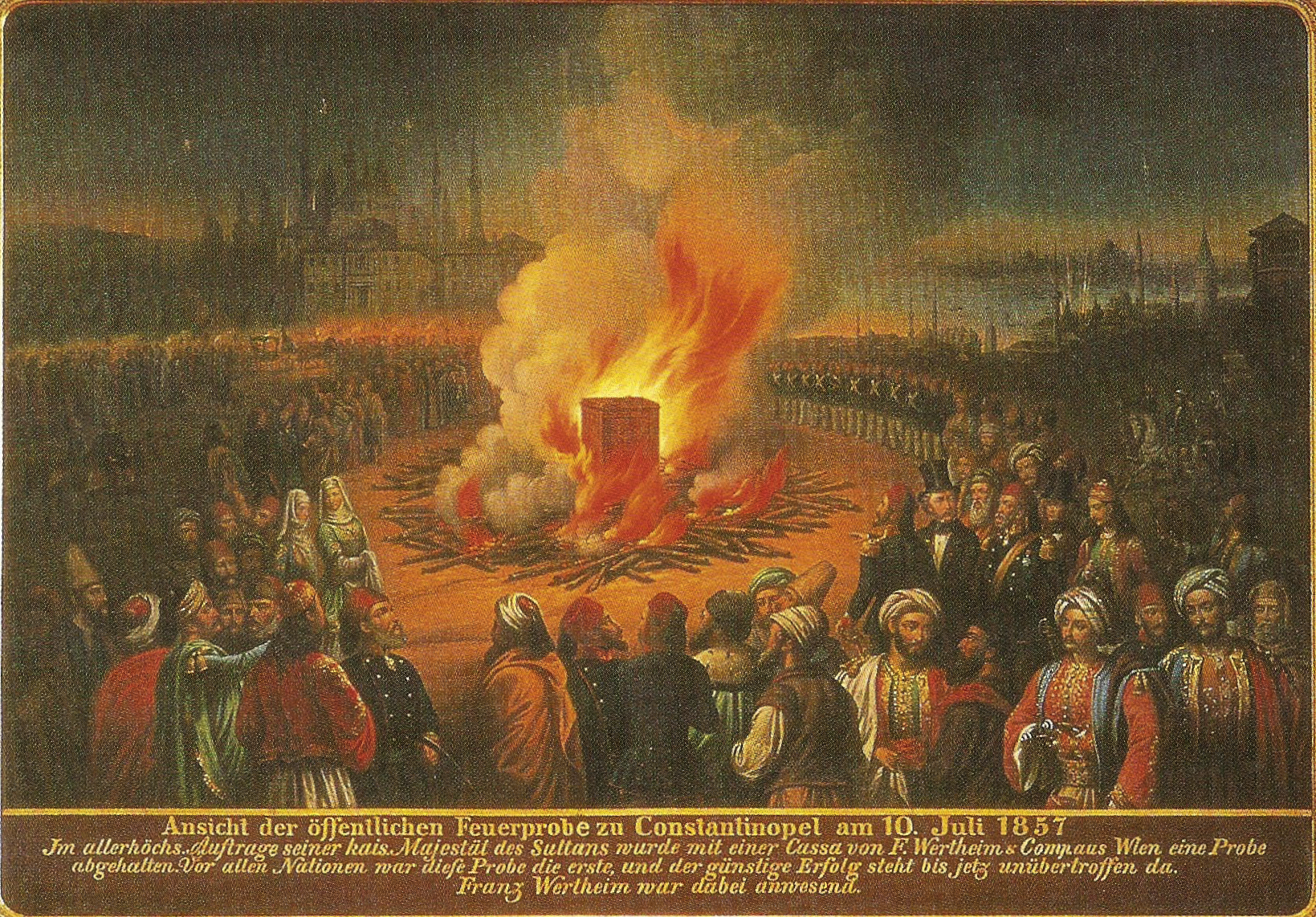
Próba ogniowa kasy pancernej w Konstantynopolu w roku 1857

W roku 1863 Wertheim zakupił prawa patentowe do zamka bębenkowego wynalezionego przez Linusa Yale’a i zaopatrzył wszystkie kasy w zamki i klucze tego systemu. Po tych sukcesach handlowych wydał w roku 1869 Wergzeugkunde für Holzarbeiter („Podręcznik narzędziowy dla robotników drzewnych”). Wydawnictwo składało się z tomu z tekstem i tomu z ilustracjami, w którym na 41 tablicach przedstawiono 1081 obrazów wszystkich znanych wówczas narzędzi, a także proste drewniane urządzenia i maszyny.
Zdobyte światowe nagrody, ale przede wszystkim wiedza i pracowitość spowodowały, że Franz Wertheim cieszył się olbrzymia estymą i poważaniem. 17 listopada 1869 Wertheim, jako osobisty ekspert towarzyszył cesarzowi Franciszkowi Józefowi w uroczystej inauguracji Kanału Sueskiego.
W roku 1883 przedsiębiorstwo F. Wertheim & Comp. rozpoczęło produkcję dźwigów osobowych, jednak w tym samym roku Franz Wertheim zmarł.